# Groupe Berkem
Le Groupe Berkem est une PME industrielle de Nouvelle-Aquitaine spécialisée dans la chimie. La société Sarpap (Société d’Application et de Recherches de Produits Anti-Parasitaires de droguerie et d’entretien), fondée en 1964, en est à l'origine. Depuis 2001, le groupe est dirigé par Olivier Fahy.
Au 31 décembre 2023, le chiffre d’affaires annuel de Groupe Berkem atteint 52,4 M€. La PME emploie près de deux cents collaborateurs répartis sur son siège de Blanquefort et ses cinq sites industriels.

## Historique
Dans les années 1990, la société Berkem est créée pour développer une activité dans l'extraction végétale, exploitant notamment l’écorce de pin et de pépins de raisin et obtenant par extraction des actifs purifiés du monde végétal. Berkem se lance dans le travail à façon pour les industries de la cosmétique et de l'agro-alimentaire. En 1997, elle fusionne avec Sarpap (Société d’Application et de Recherches de Produits Anti-Parasitaires de droguerie et d’entretien).
En 2009, Sarpap achète les activités Cecil Industrie et Termifilm, deux divisions industrielles du groupe V33. La Sarpap change de nom pour devenir Sarpap & Cecil Industries.
En 2013, le Groupe Berkem s'organise en sociétés. Le groupe est alors composé de : Berkem SAS, Sarpap & Cecil Industries SAS, S&C Construction SAS.
En 2016, le groupe déménage une partie de ses services à Blanquefort (près de Bordeaux) pour en faire son nouveau siège social. La production reste sur le site historique, à Gardonne.
En 2017, le groupe acquiert la société Lixol, fabricant de résines à destination des industries de la peinture, du bâtiment, du traitement des bois, des encres. Au cours de la même année, le pôle formulation (Sarpap & Cecil Industries SAS et S&C Construction SAS) achète l'activité Xylophène Industrie auprès de PPG AC France. Les filiales du pôle formulation fusionnent pour devenir une même entité : Adkalis.
En 2018, le Groupe Berkem fait l'acquisition d'Eurolyo, une société de Chartres spécialisée dans la technique de séchage par lyophilisation dans différents secteurs : agroalimentaire, cosmétique, pharmaceutique.
En 2020, le Groupe Berkem lance KOALIB, une marque de produits de désinfection pour l’hygiène humaine et l’antisepsie des lieux et des matériels.
En 2023, le Groupe Berkem s'engage dans l'internationalisation de son activité en signant un protocole d’accord avec le Groupe Marocain Dolidol pour la création d’une joint-venture en vue de créer un site de production et de
commercialisation de résines alkydes en Côte d'Ivoire. Mobilisant un investissement de 5 M€ (49 % par le Groupe Berkem et 51 % par le Groupe Dolidol), le site entrera en production en 2024 et sera doté, dans sa première phase, d'une capacité de production de 5 000 tonnes/an.
La même année, Groupe Berkem annonce la fusion de ses principales filiales pour « rationaliser la structure du Groupe ». Les filiales Berkem, Eurolyo, Lixol et Adkalis, sont alors regroupées au sein de leur société mère Berkem Développement.

## Le Groupe Berkem en chiffres
- Au 1er janvier 2024, le groupe emploie près de deux cents salariés.
- Les activités sont réparties sur cinq sites industriels[3] : Gardonne (Dordogne), La Teste-de-Buch (Gironde), Chartres (Eure-et-Loir), Tonneins (Lot-et-Garonne) et Valence (Espagne).
- Au 31 décembre 2023, le chiffre d’affaires annuel de Groupe Berkem atteint 52,4 M€ (en 2020, le chiffre d'affaires du groupe était de 41 M€[17]).

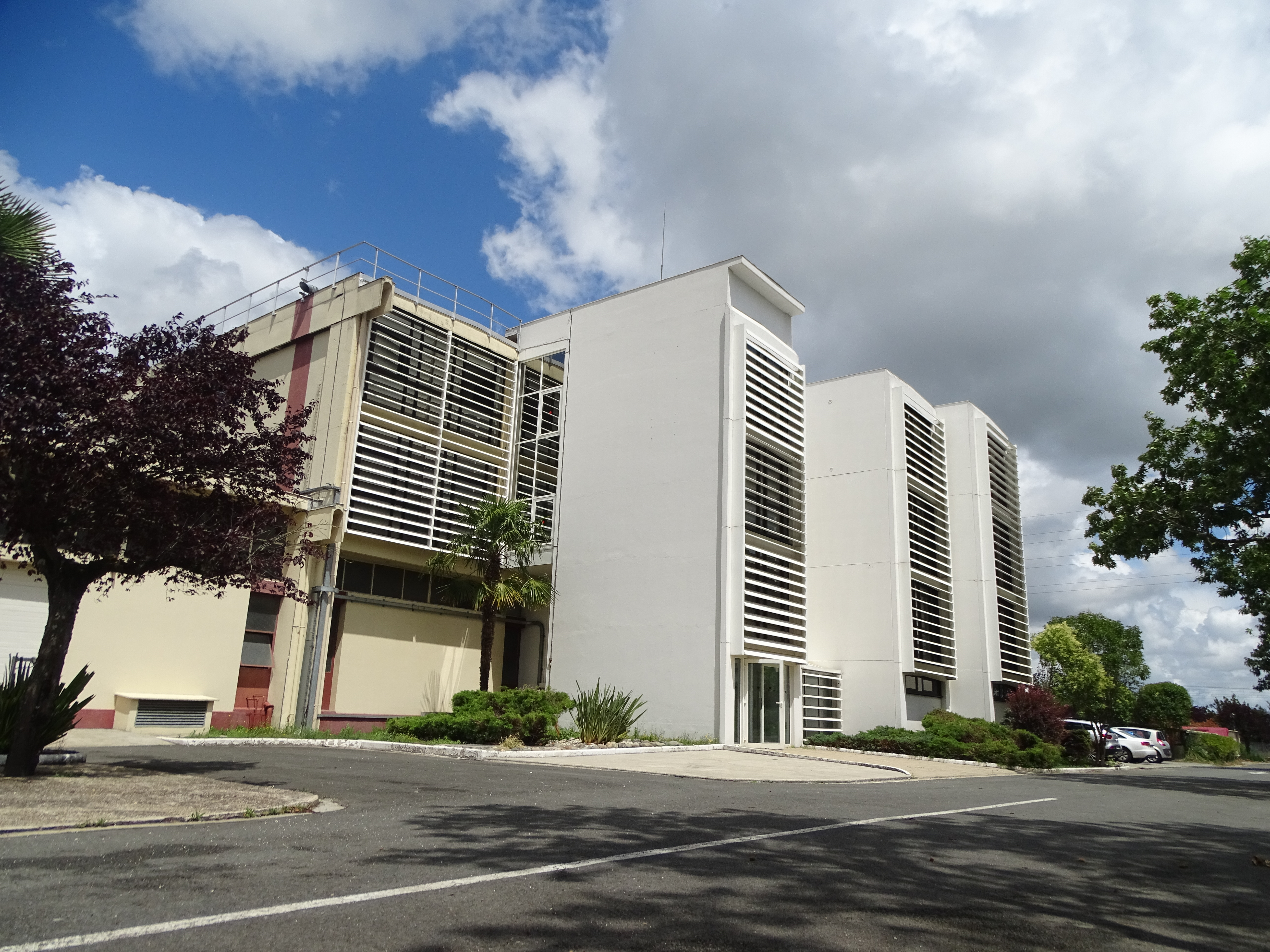
Bâtiment sur le site du Groupe Berkem, à Blanquefort.

## Filiales

### Biopress
En 2023, Groupe Berkem fait l’acquisition de Biopress (basé à Tonneins), un producteur français d’huiles et de protéines biologiques 100 % végétales.

### i.Bioceuticals
En 2023, Groupe Berkem s'implante aux États-Unis avec l’acquisition d’i.Bioceuticals, le distributeur nord-américain des compléments nutritionnels du néerlandais INC (International Nutrition Company).

### Berkem Ibérica
En 2024, Groupe Berkem fait l'acquisition du site industriel Naturex Iberian Partners à Valence (Espagne). Le site est à l'origine spécialisé dans les activités d’extraction de produits végétaux et marins, destinés aux acteurs des marchés de l’alimentaire, de la nutrition et de la cosmétique. Alors intégré à Groupe Berkem, le site devient « Berkem Ibérica ».

## Anciennes filiales
En 2023, Groupe Berkem annonce la fusion de ses principales filiales afin de les regrouper au sein de leur société mère. Historiquement, les filiales étaient ainsi organisées :

### Adkalis
Adkalis développe des solutions de préservation, de protection et de décoration des matériaux, notamment en bois.
Adkalis s'adresse aux industriels de 1re et 2e transformation du bois (scieurs, charpentiers, menuisiers, fabricants de panneaux, de palettes, de maisons à ossature bois) et aux professionnelles de la construction et de l’entretien-rénovation (artisans, maçons, applicateurs, etc.).
Depuis 2017, Adkalis présente une offre de solutions de protection des bois, formulée à partir de matières premières issues de la biomasse.

### Berkem
La société Berkem, spécialisée dans l'extraction végétale, s'adresse aux marchés de la cosmétique et de l'agroalimentaire. Berkem conçoit et produit à Gardonne des ingrédients actifs issus de matières végétales.

### Eurolyo
Fondée en 1995 à Chartres, Eurolyo propose un service de lyophilisation à façon destiné aux domaines de la cosmétique, agro-alimentaire parapharmaceutique, pharmaceutique, nutraceutique, dispositifs médicaux et sauvetage d’archives. Des services complémentaires sont également proposés, broyage, cryo broyage, tamisage et conditionnement de petites séries.

### Lixol
L'activité de Lixol consiste depuis 1960 en la fabrication de résines alkydes à destination de l’industrie de la peinture, du bâtiment, du traitement des bois et des encres. Les résines sont réalisées à partir d’huiles d’origine végétale (tournesol, soja, lin, bois de Chine, ricin). En 2017, Lixol, basée à La Teste-de-Buch, rejoint le Groupe Berkem.